# Lotus 2-Eleven
Lotus 2-Eleven — автомобиль, произведенный британским производителем спорткаров Lotus Cars. Он основан на Lotus Exige S и имеет тот же двигатель 2ZZ-GE с суперчарджером. Имея вес 670 кг и мощность 252 л.с. (188 кВт), 2-Eleven может разогнаться от 0-100 км/ч за 3,9 секунд и имеет максимальную скорость 241 км/ч. Автомобиль предназначен для гонок (попадает под категорию GT4), его стоимость в Великобритании 39 995£ (~1,920,000 руб.), хотя при доплате в 1100 фунтов (~53,000 руб.) Lotus сделают автомобиль полностью законным для дорог общего пользования.
Между дорожной и гоночной версией незначительные различия, гоночный автомобиль немного длиннее (3872 мм) и легче (666 кг).